# やくざ刑事 恐怖の毒ガス
『やくざ刑事 恐怖の毒ガス』（やくざでか きょうふのどくガス、Kamikaze Cop, The Poison Gas Affair or International Secret Police : Death Gas）は、1971年の日本映画。主演：千葉真一、監督：鷹森立一、製作：東映、カラー・シネマスコープ、87分。『やくざ刑事シリーズ』の第3作。

## 概要
警視庁の秘密捜査官が活躍するシリーズ第3弾 。銃撃戦、スキー・スノーモービル・雪上車による猛スピードでのチェイス、ビルから命綱なしでぶら下がり、宙返りと後方転回が加わった殺し屋たちとの格闘、塀を棒高跳びで飛び越えるなど、吹き替えなしで千葉真一ならではのアクロバット的アクションが展開されていく。新生会復活を目論むヤクザに内田良平、GX毒ガス製造法と研究データを横取りしようと企む黒幕に山本麟一、主人公の相棒で先輩に第1作から引き続き南利明、殺し屋に賀川雪絵、ガスを製造する博士の娘に集三枝子らが出演している。

## ストーリー
潜入捜査官の隼田志郎は、ナイトクラブのサファリを経営する元ヤクザの関口一成を探っていた。鳴子温泉のスキー場にはサファリのホステスである星阿理沙がバカンスに来ており、隼田は情報収集で彼女を尾行。スキーする星を追走していたが、謎のハンターに彼女は射殺されてしまう。隼田は滑走して追いかけ、犯人を捕らえるが、ハンターは舌を噛み切って自殺。情報を取れずに特捜部へ戻った隼田に、上司の古谷は特殊な染料で隼田に入れ墨を施し、靴のかかとからナイフが飛び出る秘密兵器を持たせ、関口のもとへ潜入するよう指示した。サファリでは芸人の鬼頭が相方の早苗を的にし、斧を投げるショーを披露していた。隼田は飛び入りで鬼頭を上回る腕前を見せ、4人のホステスといちゃついてたが、金がないと支払いを拒み、地下室へ拉致される。関口と共に暴力団新生会で幹部をしていた黒川留夫がおり、軍鶏、ブロンソン、ピンタ、弁慶、ゴロウら殺し屋集団のリーダーでもあった。彼らに襲いかかられる隼田だが撃退し、その強さと入れ墨から極道と思われ、関口は黒川預かりの食客として配下に加えた。
隼田は得意の人たらしで黒川らと仲良くなる一方で、関口と腹心の日下部がカール・ボルマンと会うことをビルにぶら下がりながら聞き出す。関口とボルマンの商談に変装して尾行した隼田は、毒物学の権威である西博士の娘の美奈を誘拐する計画を知る。その時、隼田と同様にボルマンの屋敷に忍び込んでいた黒装束の鬼頭と早苗に襲われる。彼らの身のこなしは忍者なみだが、隼田もその敏捷な動きで戦うものの逃げられてしまった。美奈は日下部に誘拐され、引き換えにGX毒ガス製造法と研究データを入手しようとする関口。そのデータを某国諜報部に売りつける陰謀と、相棒で先輩の峰尾から聞かされた隼田は、美奈の奪還と陰謀を阻止しようとする。鬼頭と早苗は隼田を刑事と知りながら、関口に隼田の正体をバラさない。いっぽう隼田も鬼頭と早苗が関口のもとに入り込んだ何者かのスパイと気づく。取引は関口のほうが一枚上手で、全ての書類を奪われてしまった。関口は箱根の別荘で、隼田に美奈を射殺させようとするが、突然鬼頭と早苗に率いられた謎の集団が機関銃を乱射して襲い掛かってきた。

## キャスト
- 千葉真一 - 隼田志郎

- 内田良平 - 黒川留夫
- 山本麟一 - 岩切大蔵
- 南利明 - 峰尾豪
- 野際陽子 ※友情出演 - 星阿理沙
- 賀川雪絵 - 早苗
- 集三枝子 - 西美奈
- 安部徹 - 関口一成
- 藤岡重慶 - 古谷
- 浜田寅彦 - 西博士
- 千葉治郎 - ハンター
- 風間健 - 軍鶏
- 日尾孝司 - 鬼頭
- 藤山浩二 - 矢吹
- 大泉滉 - ホテルの支配人
- 石井富子 - ホステス
- 久地明 - ブロンソン
- 小林稔侍 - マムシ
- 花田達
- 太古八郎 - ピンタ
- 篠恵輔 - 特捜課長
- 土山登志幸 - 弁慶
- 木川哲也 - 北見
- 相馬剛三 - 岩切の配下
- 三重街恒二 - ストヨ
- 小林千枝 - ホステス
- 亀山達也 - 岩切の配下
- 城春樹 - 岩切の配下
- 山之内修 - 関口の配下
- 白石鈴雄 - メノン
- 高須準之助 - ボーイ
- 西本良治郎 - 岩切の配下
- 旭洋一郎
- 山科雄資
- 大阪憲
- 溝口久夫 - 関口の配下
- 沢田浩二 - ゴロウ
- 鈴木健之 - 関口の配下
- 岩井松二郎
- リチャード・ゲルスン - カール・ボルマン
- フランツ・グルーベル - ボルマンの腹心
- ザ・ロイヤルポリネシアン ダンシングチーム
- 園あけみ ザ・ファンタジー

- ノンクレジット - 室田日出男（日下部）、日高五郎（江島）

## スタッフ
- 監督 - 鷹森立一
- 企画 - 太田浩児
- 脚本 - 神波史男・鷹森立一
- 撮影 - 中島芳男
- 録音 - 内田陽造
- 照明 - 大野忠三郎
- 美術 - 江野慎一
- 編集 - 長沢嘉樹
- 助監督 - 小平裕
- 擬斗 - 日尾孝司
- 進行主任 - 坂本年文
- 企画担当：高村賢治
- 装置 - 根上徳一
- 装飾 - 田島俊英
- 記録 - 高津省子
- 現像 - 東映化学
- 音楽 - 八木正生
- 主題歌 - 千葉真一「一匹狼」
- 衣裳協力 - 西武百貨店
- デザイナー - 五十嵐九十九
- 協力 - 宮城県鳴子町、鳴子温泉観光協会、鳴子ホテル、宮城交通
- スチール - 遠藤努 ※ノンクレジット

## 製作・興行
雪山での戦闘や追走劇を鳴子温泉に在るスキー場、別荘での銃撃戦を富士山麓の御殿場でロケーション撮影されている。
国内興行のキャッチコピーは「5分に一度ある！千葉命がけの大活劇」